# Luis Artemio Flores Calzada
Luis Artemio Flores Calzada (San Antonio Tultitlán, 28 de abril de 1949) - sacerdote católico romano mexicano, desde 2012 bispo de Tepic.
Foi ordenado sacerdote em 17 de outubro de 1974 e incardinado na diocese de Texcoco. Ele foi, entre outros, conferencista do seminário de Texcoco, provincial e vigário geral da diocese, bem como vigário do bispo para o Vicariato de "São João Batista".
Em 8 de julho de 2003, o Papa João Paulo II o nomeou bispo da recém-criada diocese de Valle de Chalco. Foi ordenado bispo em 8 de setembro de 2003 pelo bispo Carlos Aguiar Retes.
Em 30 de março de 2012, foi nomeado bispo de Tepice. Posse foi realizada em 18 de maio de 2012.